# Letališče Rovaniemi
Letališče Rovaniemi je letališče na Finskem, ki primarno oskrbuje Rovaniemi.